# 도쿄 의과대학
도쿄 의과대학(東京医科大学)은 일본 도쿄도에 위치한 사립 의과대학이다.
1916년에 설립되었다.